# 가을 방학
가을 방학(-放學)은 학교에서 가을에 쉬는 방학을 뜻하지만, 대한민국에서는 공식적인 용어가 아니며 추석 연휴 전후로 학교장의 재량에 의해 실시되는 학교장재량휴업일을 붙여 비교적 짧은 기간동안 단기방학처럼 실시한다. 
중국, 말레이시아, 북마케도니아 등에서는 실시되지 않는다.
일본에서는 전통적으로 2학기제를 채택한 일부 국립의 초·중·고등학교에서 10월 상순 무렵 1주일 정도의 가을 방학이 마련되어 있다. 다만 3학기제를 채택한 곳에서도 10월 중순에 있는 3일 연휴인 체육의 날 연휴 기간을 가을 방학으로 보는 시점도 있긴 하다. 대학교의 경우에는 여름 방학이 8월 초부터 9월 말 혹은 10월 초까지 되기 때문에 중간에 호칭을 가을 방학으로 바꾸기도 한다.
미국 학교는 늦가을인 추수감사절 기간(11월 하순)에 1주일 정도 쉬며 캐나다에서는 추수감사절이 10월 중순에 있는 관계로 미국보다 1달 일찍 3일 정도 쉰다.

## 같이 보기
- 봄 방학
- 여름 방학
- 겨울 방학